# Indotestudo elongata
La tortuga elongada (Indotestudo elongata) és una tortuga terrestre de la família Testudinidae del sud-est d'Àsia i part del sud d'Àsia. L'espècie es distribueix pel Nepal, Bangladesh, Índia (Jalpaiguri, Bengala Oriental, i Singhbhum a Bihar), Myanmar (o Myanmar), Laos, Tailàndia (incl. Phuket), Cambodja, Vietnam, oest de Malàisia i sud de la Xina.

## Descripció

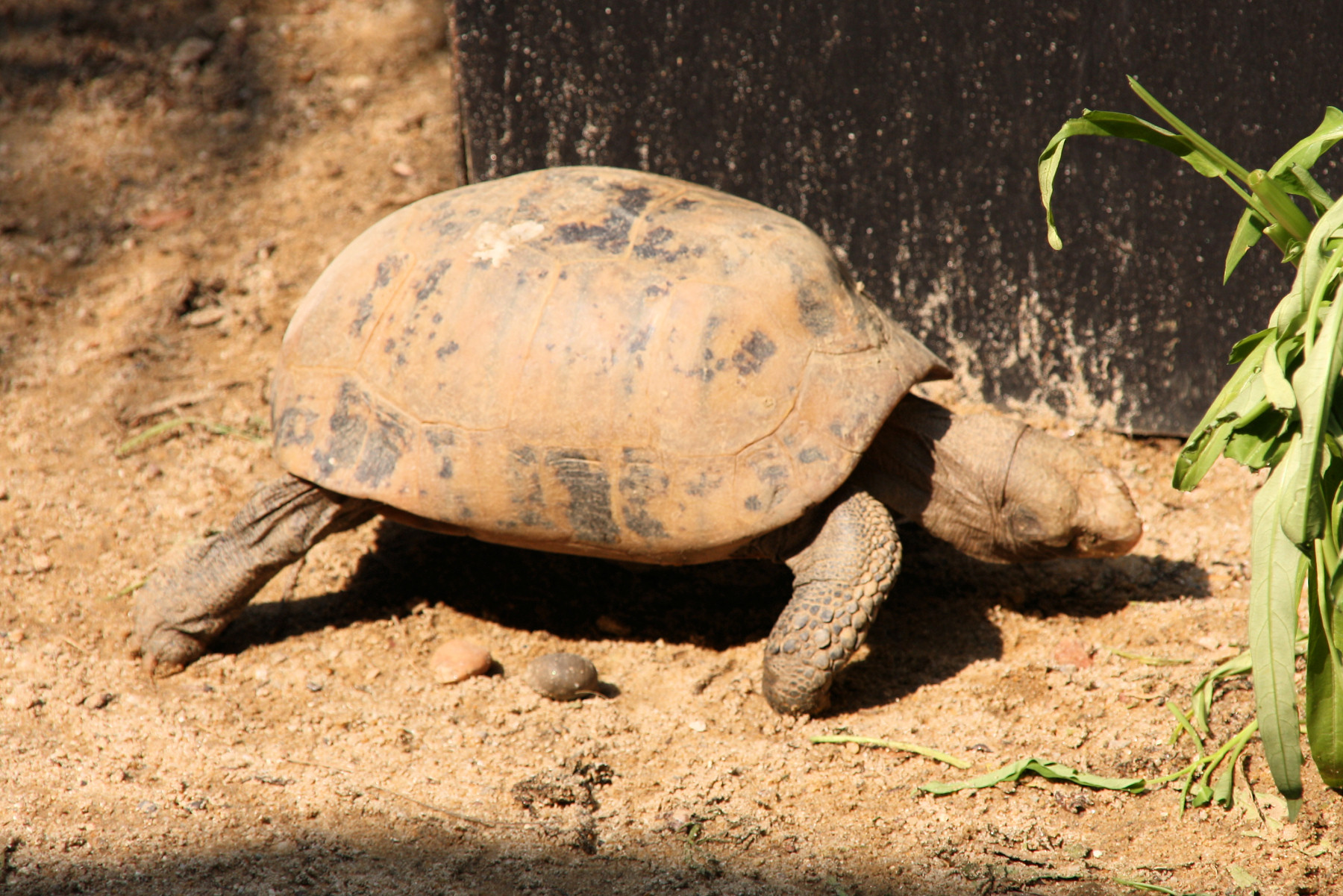
Indotestudo elongata del Dusit Zoo

En general la tortuga elongada mesura al voltant de 30 cm de llarg i pesa 3,5 kg a l'edat adulta. Les femelles tendeixen a ser més amples que els mascles i més arrodonides. Els mascles també tenen una cua que és molt més gran que el de la femella. Els mascles tenen un plastró còncau, mentre que el plastró de la femella és pla. A més, les ungles posteriors de la femella són clarament més llargues i més corbades que les dels mascles. Es creu que això és per facilitar la construcció del niu.